# ماثيو هيولت
ماثيو هيولت (بالإنجليزية: Matthew Hewlett)‏ هو لاعب كرة قدم بريطاني، ولد في 25 فبراير 1976 في برستل في المملكة المتحدة. لعب مع سويندون تاون ونادي بريستول سيتي ونادي بيرنلي ونادي توركي يونايتد.

## وصلات خارجية
- ماثيو هيولت على موقع قاعدة بيانات كرة القدم.إي يو (الإنجليزية)
- ماثيو هيولت على موقع Soccerbase.com (لاعب) (الإنجليزية)